# Pseudorthodes vecors
Pseudorthodes vecors là một loài bướm đêm trong họ Noctuidae.